# Uwe-Ernst Bufe
Uwe-Ernst Bufe (* 22. Mai 1944 in Teschen) ist ein deutscher Manager und war bis 2000 Vorstandsvorsitzender der Degussa-Hüls AG.

## Leben
Bufe studierte dem Abitur Chemie an der Technischen Universität München, legte dort 1969 das Diplomexamen ab und promovierte 1971 bei Franz Lux zum Dr. rer. nat. Von 1971 bis 1974 arbeitete er bei der Firma Spang und Co. Anschließend begann er für die Degussa in Frankfurt zu arbeiten und wurde 1987 in den Vorstand bestellt. Im März 1996 wurde er zum Vorstandsvorsitzenden ernannt. In dieser Position restrukturierte bis zu seinem Abschied im Jahr 2000 das Unternehmen und konzentrierte sich auf die Stärkung der Kerngeschäfte, indem er die elf operativen Einheiten in die Gruppen Chemie, Gesundheit und Ernährung, Edelmetalle und Bankwesen aufteilte. 1999 wurden die Degussa und die VEBA-Tochter Hüls AG (Marl) zur Degussa-Hüls AG fusioniert; damit wurde der Energiekonzern VEBA zum Hauptaktionär. Firmensitz blieb Frankfurt am Main.
2000 schied er nach 26 Jahren aus und stieg 2001 bei der UBS Investment Bank ein. Nach sieben Jahren als Vice Chairman verließ Bufe 2009 UBS. Seitdem bekleidet er etliche Aufsichts- und Beiratsmandate.
Bufe unterstützt als privater Spender die Technische Universität München.
Bufe ist verheiratet und hat zwei Kinder, einen Sohn und eine Tochter.

## Schriften (Auswahl)
- Isocyanidkomplexe von Thorium-und Uranhalogeniden sowie Perfluorphthalocyaninato-Komplexe des Thoriums. Hochschulschrift 1971.